# شونژی
شونژی (به قزاقی: Chundzha) یک منطقهٔ مسکونی در قزاقستان است که در شهرستان اویغور واقع شده‌است. شونژی ۱۸٬۲۹۸ نفر جمعیت دارد.